# Mirella Pascual
Mirella Pascual (Montevideo, 10 de abril de 1954)  es una actriz uruguaya de cine y teatro, de larga trayectoria tanto en su país como en Argentina. Alcanzó fama internacional con la película Whisky y desde entonces ha actuado en numerosas películas y series de televisión. 

## Biografía
Su primer trabajo fue para un cortometraje en 2004. A raíz de esto, entró en contacto con la productora Control Z que la contrató para protagonizar la película Whisky, junto a Andrés Pazos y Jorge Bolani. La película fue todo un éxito y la catapultó a la fama internacional. Desde entonces, ha trabajado en diversas películas de Uruguay, Argentina, y Bolivia. También ha actuado en televisión y teatro. Ganadora de múltiples premios en todo el mundo, en 2018 fue galardonada por la Asociación de Críticos del Uruguay con un premio a la trayectoria. 

## Filmografía

### Cine
- En la plaza (corto, 2004)
- Whisky (2004) – Marta Acuña.
- El cuarto de Leo (2009) – Madre de Leo.
- El último verano de La Boyita (2009) – Elba.
- Miss Tacuarembó (2010) – Haydeé.
- Penumbra (2011) – Encarnación.
- Era el Cielo (2016) –  Malena Gorostiaga.
- Nadie nos mira (2017) - madre de Nico.
- El motoarrebatador (2018) –  Flora.
- La noche de 12 años (2018) – Lucy Cordano (madre de José Mujica).
- Alelí (2019) – Lilián Mazzotti.
- El perro que no calla (2021) – Docente.
- Norma (2023) – Beba.

### Televisión
- Maltratadas (América, 2011)
- Dance! (Canal 10, 2011) – Gabe
- Iosi, el espía arrepentido (Prime Video, 2022) – Zuni
- El amor después del amor (Netflix, 2023) – Zulema «Belia» Ramírez

## Premios
- Festival de Lima: Mejor actriz (Whisky)
- Festival Internacional de Cine de Guadalajara: Mejor actriz (Whisky)
- Festival Internacional de Cine de Tokio: Mejor actriz (Whisky)
- Festival Internacional de Cine de Cartagena: Mejor actriz de reparto (El último verano de La Boyita)
- Festival internacional de Miami: Mejor actriz (Whisky)
- Festival de Gramado: Mejor actriz ( Whisky)
- Festival internacional Thessaloniki, Grecia: Mejor actriz (Whisky)
- Premios Clarín, Argentina : Revelación femenina (Whisky)
- Premio de Fipresci,Uruguay: Mejor actriz (Whisky)

Nominaciones
- Cóndor de Plata: Mejor actriz revelación (Whisky)